# Espacio semirreflexivo
En el área de las matemáticas conocida como análisis funcional, un espacio semirreflexivo es un espacio vectorial topológico (EVT) localmente convexo X tal que la aplicación de evaluación canónica de X a su bidual (que es el espacio dual fuerte del dual fuerte de X) es biyectiva.
Si esta aplicación es también un isomorfismo del EVT, entonces se llama reflexiva.
Los espacios semirreflexivos juegan un papel importante en la teoría general de los EVTs localmente convexos.
Dado que un EVT normable es semirreflexivo si y solo si es reflexivo, el concepto de semirreflexividad se utiliza principalmente con EVTs que no son normables.

## Definición y notación

### Definición breve
Supóngase que X es un espacio vectorial topológico (EVT) sobre el cuerpo {\displaystyle \mathbb {F} } (que son los números reales o complejos) cuyo espacio dual, {\displaystyle X^{\prime }}, separa puntos en X (es decir, para cualquier {\displaystyle x\in X}, existe algún {\displaystyle x^{\prime }\in X^{\prime }} tal que {\displaystyle x^{\prime }(x)\neq 0}).
Sean {\displaystyle X_{b}^{\prime }} y {\displaystyle X_{\beta }^{\prime }}, de forma que ambos denotan el espacio dual fuerte de X, que es el espacio vectorial {\displaystyle X^{\prime }} de funcionales lineales continuos en X dotado con la topología de convergencia uniforme en subconjuntos acotados de X.
Esta topología también se denomina topología dual fuerte y es la topología "predeterminada"  sobre un espacio dual continuo (a menos que se especifique otra topología).
Si X es un espacio normado, entonces el dual fuerte de X es el espacio dual continuo {\displaystyle X^{\prime }} con su topología normal habitual.
El bidual de X, denotado por {\displaystyle X^{\prime \prime }}, es el dual fuerte de {\displaystyle X_{b}^{\prime }}; es decir, es el espacio {\displaystyle \left(X_{b}^{\prime }\right)_{b}^{\prime }}.
Para cualquier {\displaystyle x\in X,}, defínase {\displaystyle J_{x}:X^{\prime }\to \mathbb {F} } mediante {\displaystyle J_{x}\left(x^{\prime }\right)=x^{\prime }(x)}, donde {\displaystyle J_{x}} se denomina aplicación de evaluación en x. Dado que {\displaystyle J_{x}:X_{b}^{\prime }\to \mathbb {F} } es necesariamente continua, se deduce que {\displaystyle J_{x}\in \left(X_{b}^{\prime }\right)^{\prime }}.
A su vez, {\displaystyle X^{\prime }} separa puntos en X, la aplicación {\displaystyle J:X\to \left(X_{b}^{\prime }\right)^{\prime }} definida por {\displaystyle J(x):=J_{x}} es inyectiva, y esta aplicación se denomina aplicación de evaluación o aplicación canónica.
Esta aplicación fue introducida por Hans Hahn en 1927.
X se denomina semireflexivo si {\displaystyle J:X\to \left(X_{b}^{\prime }\right)^{\prime }} es biyectiva (o equivalentemente, sobreyectiva) y se dice que X es reflexivo si además {\displaystyle J:X\to X^{\prime \prime }=\left(X_{b}^{\prime }\right)_{b}^{\prime }} es un isomorfismo del EVT.
Si X es un espacio normado, entonces J es un embebido de un EVT y una isometría en su rango, entonces, según el teorema de Goldstine (probado en 1938), el rango de J es un subconjunto denso de {\displaystyle \left(X^{\prime \prime },\sigma \left(X^{\prime \prime },X^{\prime }\right)\right)} bidual.
Un espacio normado es reflexivo si y solo si es semirreflexivo.
Un espacio de Banach es reflexivo si y solo si su bola unitaria cerrada es {\displaystyle \sigma \left(X^{\prime },X\right)}-compacta.

### Definición detallada
Sea X un espacio vectorial topológico sobre un cuerpo numérico {\displaystyle \mathbb {F} } (el de los números reales {\displaystyle \mathbb {R} } o el de los números complejos {\displaystyle \mathbb {C} }).
Considérese su Espacio dual fuerte {\displaystyle X_{b}^{\prime }}, que consta de todos los funcionales lineales continuos {\displaystyle f:X\to \mathbb {F} } y está equipado con la topología fuerte {\displaystyle b\left(X^{\prime },X\right)}, es decir, la topología de convergencia uniforme en subconjuntos acotados en X.
El espacio {\displaystyle X_{b}^{\prime }} es un espacio vectorial topológico (para ser más precisos, un espacio localmente convexo), por lo que se puede considerar su espacio dual fuerte {\displaystyle \left(X_{b}^{\prime }\right)_{b}^{\prime }}, que se denomina espacio bidual fuerte para X, se compone de todos funcionales lineales continuos {\displaystyle h:X_{b}^{\prime }\to {\mathbb {F} }} y está equipado con la topología fuerte {\displaystyle b\left(\left(X_{b}^{\prime }\right)^{\prime },X_{b}^{\prime }\right)}.
Cada vector {\displaystyle x\in X} genera una aplicación {\displaystyle J(x):X_{b}^{\prime }\to \mathbb {F} } mediante la siguiente fórmula:
{\displaystyle J(x)(f)=f(x),\qquad f\in X'.}
Esta es una función lineal continua en {\displaystyle X_{b}^{\prime }}, es decir, {\displaystyle J(x)\in \left(X_{b}^{\prime }\right)_{b}^{\prime }}.
Se obtiene un aplicación llamada aplicación de evaluación o inyección canónica:
{\displaystyle J:X\to \left(X_{b}^{\prime }\right)_{b}^{\prime }}
que es un aplicación lineal.
Si X es localmente convexo, del teorema de Hahn–Banach se deduce que J es inyectiva y abierta (es decir, para cada entorno de cero {\displaystyle U} en X hay una entorno de cero V en {\displaystyle \left(X_{b}^{\prime }\right)_{b}^{\prime }} tal que {\displaystyle J(U)\supseteq V\cap J(X)}).
Pero puede ser no sobreyectivo y/o discontinuo.
Un espacio localmente convexo {\displaystyle X} se llama semi-reflexivo si la aplicación de evaluación {\displaystyle J:X\to \left(X_{b}^{\prime }\right)_{b}^{\prime }} es sobreyectiva (y por lo tanto, biyectiva); se llama reflexiva si la aplicación de evaluación {\displaystyle J:X\to \left(X_{b}^{\prime }\right)_{b}^{\prime }} es sobreyectiva y continua, en cuyo caso J será un isomorfismo de EVTs).

## Caracterización de espacios semirreflexivos
Si X es un espacio localmente convexo de Hausdorff, entonces las siguientes expresiones son equivalentes:
1. X es semireflexivo.
2. La topología débil en X tiene la propiedad de Heine-Borel (es decir, para la topología débil {\displaystyle \sigma \left(X,X^{\prime }\right)}, cada subconjunto cerrado y acotado de {\displaystyle X_{\sigma }} es débilmente compacto).[1]
3. Si la forma lineal en {\displaystyle X^{\prime }} es continua cuando {\displaystyle X^{\prime }} tiene la topología dual fuerte, entonces es continua cuando {\displaystyle X^{\prime }} tiene la topología débil.[3]
4. {\displaystyle X_{\tau }^{\prime }} es barrilado, donde {\displaystyle \tau } indica la topología de Mackey en {\displaystyle X^{\prime }}.[3]
5. Con X débil, la topología débil {\displaystyle \sigma \left(X,X^{\prime }\right)} es cuasi completa.[3]

| Teorema Un espacio de Hausdorff localmente convexo {\displaystyle X} es semirreflexivo si y solo si {\displaystyle X} con la topología {\displaystyle \sigma \left(X,X^{\prime }\right)} tiene la propiedad de Heine-Borel (es decir, los subconjuntos débilmente cerrados y acotados de {\displaystyle X} son débilmente compactos). |

## Condiciones suficientes
Cada espacio semi de Montel es semirreflexivo, y cada espacio de Montel es reflexivo.

## Propiedades
Si {\displaystyle X} es un espacio localmente convexo de Hausdorff, entonces la inyección canónica de {\displaystyle X} en su bidual es un embebido topológico si y solo si {\displaystyle X} es infrabarrilado.
El dual fuerte de un espacio semireflexivo es barrilado.
Todo espacio semirreflexivo es cuasi completo.
Todo espacio normado semirreflexivo es un espacio de Banach reflexivo.
El dual fuerte de un espacio semirreflexivo es barrilado.

## Espacios reflexivos
Si X es un espacio localmente convexo de Hausdorff, entonces los siguientes enunciados son equivalentes:
1. X es reflexivo.
2. X es semireflexivo y barrilado.
3. X es barrilado y la topología débil en X tiene la propiedad de Heine-Borel (lo que significa que para la topología débil {\displaystyle \sigma \left(X,X^{\prime }\right)}, cada subconjunto cerrado y acotado de {\displaystyle X_{\sigma }} es débilmente compacto).[8]
4. X es semireflexivo y cuasi barrilado.[9]

Si X es un espacio vectorial normado, entonces las siguientes proposiciones son equivalentes:
1. X es reflexivo.
2. La bola cerrada unitaria es compacta cuando X tiene la topología débil {\displaystyle \sigma \left(X,X^{\prime }\right)}.[10]
3. X es un espacio de Banach y {\displaystyle X_{b}^{\prime }} es reflexivo.[11]

## Ejemplos
Cada espacio reflexivo de dimensión infinita que no es un espacio de Banach es un espacio distinguido que no es semirreflexivo.
Si {\displaystyle X} es un subespacio vectorial propio denso de un espacio de Banach reflexivo, entonces {\displaystyle X} es un espacio normado que no es semirreflexivo, pero su espacio dual fuerte es un espacio de Banach reflexivo.
Existe un espacio barrilado numerable semirreflexivo que no es barrilado.